# سیارک ۱۳۱۶۳
سیارک ۱۳۱۶۳ (به انگلیسی: 13163 Koyamachuya، نامگذاری:1995UC45) سیزده هزار و صد و شصت و سومین سیارک کشف شده‌است که در ۲۸ اکتبر ۱۹۹۵ کشف شد.
قدر مطلق سیارک برابر ۲۹.۵ است.